# Jules-Xavier Saguez de Breuvery
Pour les autres membres de la famille, voir Famille Saguez de Breuvery.
Jules-Xavier Saguez de Breuvery, né le 19 avril 1805 à Soissons et mort le 27 juillet 1876 à Caen, est un archéologue et homme politique français, maire de Saint-Germain-en-Laye, et conseiller général de Seine-et-Oise,

## Biographie

### Famille
Membre de la famille Saguez de Breuvery, il est le fils de Pierre-Magdeleine Saguez de Breuvery (1758-1826), officier et de Marie Anne Godart de Vingré (1772-1865). Il se marie le 18 août 1834 avec Zélie Le Clément de Taintignies (1813-1891) dont trois enfants :
- Arthur (1835-1898), secrétaire d’ambassade, marié avec Marie-Thérèse Baudouin de Saint Georges (1846-1929),
- Marie-Élisabeth (1838) mariée avec François Barbier d'Aucourt (1835-1908),
- Paul (1842-), Officier des Haras, marié avec Berthe-Jeanne Poisson (1853).

### Éducation
En 1816, alors que ses parents vivent en Suisse à la suite de leur départ de Soissons, il est envoyé en pension chez le professeur suisse Johann Heinrich Pestalozzi, à Yverdon
En 1822, il est admissible à l'École polytechnique à la suite d'examens passés à Orléans. Il arrête ses études, se consacre aux arts (dessin. peinture, lithographie et gravure), puis commence les premiers voyages.

### Homme politique
Il est élu maire de Saint-Germain-en-Laye à plusieurs reprises :
- du 14 novembre 1835 au 27 juin 1837,
- du 27 juin 1837 au 11 juillet 1839 (démission  du fait d'une perquisition de la ville par la police de Paris, en vertu d'une commission rogatoire),
- du 17 septembre 1855 au 14 février 1856 par intérim,
- du 14 février 1856 au 2 septembre 1865,
- du 2 septembre 1865 au 15 septembre 1870.

En 1848 il est élu (au suffrage universel) conseiller général de Seine-et-Oise et le restera sans interruption jusqu'en 1874.

### Travaux publics
De 1845 à 1860, il est constructeur et directeur (en exécution du décret du 13 juin 1860) des travaux d'endiguement entrepris sur les communes d'Achères et de Poissy contre les inondations de la Seine.
En 1856, il est l'auteur de la découverte et devenu ensuite directeur des travaux d'aménagement des sources de Retz (domaine de Retz). Ce sont ces découvertes qui permettront de garantir une meilleure alimentation en sources d'eau pour la ville de Saint-Germain-en-Laye. Le 13 septembre 1857 a lieu à Saint-Germain-en-Laye l’inauguration solennelle (par le préfet de Seine-et-Oise) du nouvel équipement qui capte les eaux de source du Ru de Buzot dans le domaine de Retz.

### Archéologue
En 1834, il rencontre l'archéologue R. Hay et rapporte de Gournah le cercueil de la princesse Sopdet-em-hââout. En 1864, il effectue des fouilles sur les premières habitations dans les grottes gauloises de Pasly. Il entreprend également des fouilles et travaux relatifs à des objets en silex de l'âge de pierre (armes de guerre et de chasse, instruments et outils en silex, ossements de mammifères, etc.) découverts dans les cavernes de la vallée de Vézère en Perigord (lesdits objets étant exposés au Musée des Antiquités nationales de Saint-Germain-en-Laye).
Il est membre de diverses sociétés savantes dont la Société d'encouragement pour l'industrie nationale.

### Exposition universelle de 1878
Il expose, dans la section art ancien de l'Exposition universelle de 1878, la statue représentant une cariatide, qu'il avait trouvée près du Mausolée d'Halicarnasse et qu'il avait rapportée de Turquie.

## Publications
- avec de Cadalvène, L'Égypte et la Turquie - 1836 - comprenant également L'Égypte et la Nubie (tome 1), Éditions Arthus-Bertrand, L'Égypte et la Nubie (tome 2)- 1841 -, Éditions Arthus-Bertrand
- 1834 : De la Question turque et des empiétements de la Russie, Imprimerie d'Everat [5].
- 1848 : De Damas à Palmyre - Fragment inédit d'un voyage en Orient, Imprimerie de Beau à Saint-Germain-en-Laye.

## Récompenses et distinctions

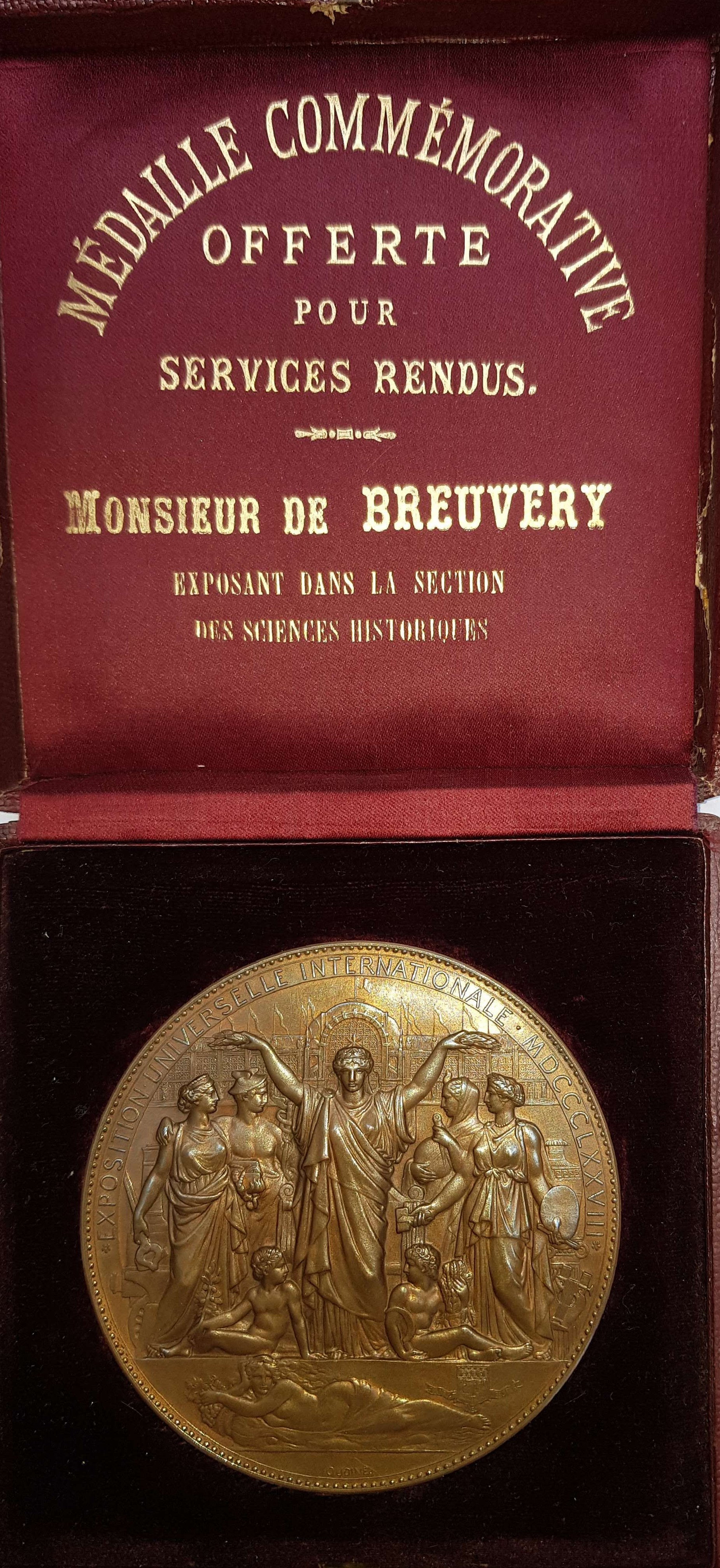
Médaille offerte à de Breuvery pour services rendus.

- Chevalier de la Légion d'honneur le 22 août 1858
- Officier d'académie en 1868
- Chevalier de l'ordre équestre du Saint-Sépulcre de Jérusalem le 19 juillet 1836 (pour avoir délivré deux moines pris en otage) pendant son séjour à Jérusalem
- Colonne commémorative de la digue d'Achères : Le 23 septembre 1855, est inaugurée une colonne commémorative surmontée d'un chapiteau byzantin, supportant une croix grecque (taillée par De Breuvery lui-même). Sur l'une des faces du piédestal est inscrit « De Breuvery, Directeur du Syndicat de la digue ».
- Coupe en aluminium offerte par les habitants de Saint-Germain-en-Laye
- Salle de Breuvery à l'hôpital - Portrait en bronze
- Rue de Breuvery à Saint-Germain-en-Laye[6]

## Legs

### Musée  des Antiquités nationales
En qualité d'archéologue, lorsqu'il était maire, il a légué en 1865 une grande partie de ses découvertes (1 500 pièces)  provenant de Pasly (Aisne) au musée des Antiquités nationales,.

### Musée du Louvre
La statue de femme drapée provenant d'Halicarnasse, rapportée de Turquie par Mr de Breuvery fut léguée au Musée du Louvre par sa famille,,.